# Комптон, Лесли
Ле́сли Га́рри Ко́мптон (англ. Leslie Harry Compton; 12 сентября 1912, Вудфорд, Эссекс — 27 декабря 1984, Хендон, Лондон) — английский футболист, выступавший на позиции крайнего защитника или центрального полузащитника; также игрок в крикет. Четырёхкратный чемпион Англии, двукратный обладатель Кубка Англии.

## Биография
Присоединился к «Арсеналу» как любитель в 1930; в этом клубе он провёл всю карьеру, 22 года. Дебютировал в первой команде клуба 25 апреля 1932 в матче против «Астон Виллы», спустя два месяца после того, как стал профессионалом. За 4 первых сезона провёл лишь 13 игр; также играл в те годы за резервистов. В сезоне 1935/36 он провёл уже 12 игр, в следующем — 15; в сезоне 1937/38, когда его клуб стал чемпионом Англии, он не получил медали. В 1938 Комптон выиграл Суперкубок Англии. За сезон 1938/39 сыграл 19 игр. Затем началась Вторая мировая война, и Комптон ушёл в армию, однако продолжал играть за «Арсенал», играл тогда на позиции центрфорварда, забил в одном из матчей 10 мячей в ворота «Лейтон Ориент» (счёт 15:2).
После окончания войны Комптон вернулся на привычную позицию в защите, затем был переведён в центр полузащиты.
В сезоне 1947/48 выиграл свой первый полноценный чемпионат Англии, вместе с ним в команде играл его брат Денис. В конце того сезона он подменял Джо Мерсера в качестве капитана.
В сезоне 1949/50 Лесли выиграл Кубок Англии; в полуфинале того турнира забил гол с углового, поданного его братом, в матче против «Челси», сравняв счёт (2:2), а переигровку «Арсенал» выиграл 1:0. 15 ноября 1950 года Комптон дебютировал в сборной Англии, став самым старым послевоенным дебютантом сборной (38 лет и 64 дня). В 1952 году он закончил карьеру. После этого три года работал в «Арсенале» как тренер и скаут.
В 1938—1956 гг. играл за крикетный клуб графства Миддлсекс, стал в его составе чемпионом среди графств 1947 года вместе с братом Денисом.
После ухода из футбола он открыл паб на Хайгейт-Хилл в северной части Лондона. За два года до смерти ему ампутировали ногу. Умер он в Хендоне 27 декабря 1984 года в возрасте 72 лет из-за осложнений, вызванных диабетом. Его тело было сожжено в крематории Голдерс-Грин, прах захоронен там же.